# レオパール (大型駆逐艦)
レオパール (仏: Léopard) はフランス海軍の駆逐艦。シャカル級。

## 艦歴
ロワール造船所で建造。1923年8月起工。1924年9月29日進水。1927年10月10日就役。
第二次世界大戦開戦後は大西洋側で活動し、ダイナモ作戦などに参加。
1940年7月、フランス降伏後に伴いポーツマスでイギリスに接収される。後に、自由フランス軍によって運用される。1942年7月11日、イギリスのフリゲート「スペイ」、コルベット「ペリカン」とともにドイツ潜水艦「U136」を撃沈。翌日、イギリスのコルベット「ローストフト」と衝突。修理に2ヵ月半を要する被害を受けた。1942年11月、レユニオン占領を実施し、砲台と交戦。
1943年5月27日、リビア沿岸で座礁。全損となった。